# Cantone di Combronde
Il Cantone di Combronde era una divisione amministrativa dell'arrondissement di Riom.
È stato soppresso a seguito della riforma complessiva dei cantoni del 2014, che è entrata in vigore con le elezioni dipartimentali del 2015.
Comprendeva i comuni di
- Beauregard-Vendon
- Champs
- Combronde
- Davayat
- Gimeaux
- Joserand
- Montcel
- Prompsat
- Saint-Hilaire-la-Croix
- Saint-Myon
- Teilhède
- Yssac-la-Tourette